# بطولة باوليستا 1980
بطولة باوليستا 1980 هو موسم من بطولة باوليستا. كان عدد الأندية المشاركة فيه 20، وفاز فيه نادي ساو باولو.  كان هداف البطولة إدمار من نادي تاوباتي.